# Charles Eloundou
Charles Betrand Etoundi Eloundou (Yaoundé, 4 december, 1994) is een Kameroens voetballer die bij voorkeur als aanvaller speelt. Hij verruilde in 2014 AS Fortuna de Mfou voor Colorado Rapids. Sinds 2023 speelt hij voor Jacksonville Armada FC U-23

## Clubcarrière
Eloundou begon zijn carrière bij AS Fortuna de Mfou in Kameroen. Hij werd uitgeleend aan het Kameroense Unisport Bafang en Cotonsport Garoua. Zijn spel in Kameroen trok de aandacht van verschillende Major League Soccer teams. Op 25 februari 2013 tekende Eloundou op huurbasis bij Colorado Rapids die de mogelijkheid hebben hem aan het eind van het seizoen definitief over te nemen. Op 21 januari 2014 nam Colorado Rapids hem definitief over van AS Fortuna de Mfou. Van 11 maart tot 22 april 2015 speelde hij op huurbasis voor Charlotte Independence. Later dat jaar, op 28 augustus 2015, vertrok hij op huurbasis naar Colorado Springs Switchbacks FC om op 19 september 2015 weer terug te keren bij Colorado Rapids. Vervolgens vertrok hij op 10 maart 2016 definitief bij Colorado Rapids, en tekende hij transfervrij voor Jacksonville Armada. Later, op 2 januari 2018, vertrok hij transfervrij naar Nea Salamis. Op 1 juli 2020 tekende hij voor Anorthosis, waarna hij van 2 september 2021 tot 30 juni 2022 op huurbasis voor Ethnikos speelde. Op 1 juli 2022 vertrok hij vervolgens bij Anorthosis, waarna hij tijdelijk zonder club was. Op 1 februari 2023 tekende hij voor Jacksonville Armada FC U-23.

## Interlandcarrière
Eloundou heeft Kameroen in verschillende jeugdselecties vertegenwoordigd. Op 6 februari 2013 werd hij door Kameroen opgeroepen voor een vriendschappelijke interland tegen Tanzania. Hij maakte in die wedstrijd zijn debuut voor Kameroen, als invaller in de zestigste minuut.